# Балабаново
Балабаново (рус. Балабаново) град је у Русији у Калушкој области. Према попису становништва из 2010. у граду је живело 23533 становника.

## Становништво
| 1959. | 1970.  | 1979.  | 1989.  | 2002.  | 2010.  |
| ----- | ------ | ------ | ------ | ------ | ------ |
| 3.382 | 10.853 | 15.449 | 19.139 | 23.312 | 23.533 |